# Chapada dos Guimarães
Chapada dos Guimarães è un comune del Brasile nello Stato del Mato Grosso, parte della mesoregione del Centro-Sul Mato-Grossense e della microregione di Cuiabá.
Si trova a circa 800 metri di altitudine su una Sierra denominata paredon. Vi si creano correnti ascensionali molto forti che sono utilizzate da deltaplani e parapendii.
Nell'area del Parque Nacional da Chapada dos Guimarães ci sono fiumi, laghi, grotte e più di 400 cascate, compresa la famosa "Velo da sposa".
Dal 1940 al 1961 è stata sede della prelatura territoriale di Chapada, una circoscrizione ecclesiastica cattolica.
Nel mese di luglio ospita un Festival del Cinema.